# Irina Hudoroškina
Irina Aleksandrovna Hudoroškina (rusko Ирина Александровна Худорошҝина), ruska atletinja, * 13. oktober 1968, Tonarski, Sovjetska zveza.
Nastopila je na poletnih olimpijskih igrah v letih 1996 in 2008, leta 1996 je osvojila bronasto medaljo v suvanju krogle. Na evropskih dvoranskih prvenstvih je osvojila srebrnih medalji v letih 1996 in 2007. Leta 2004 je prejela dvoletno prepoved nastopanja zaradi dopinga.